# Penyal d'Ifac (ZEPA)
Penyal d'Ifac (ZEPA) este o arie protejată (arie de protecție specială avifaunistică — SPA) din Spania întinsă pe o suprafață de 49,84 ha, integral pe uscat.

## Localizare
Centrul sitului Penyal d'Ifac (ZEPA) este situat la coordonatele 38°38′05″N 0°04′35″E / 38.6348°N 0.0764°E.

## Înființare
Situl Penyal d'Ifac (ZEPA) a fost declarat arie de protecție specială avifaunistică în iunie 2009 pentru a proteja 1 specie de plante și 3 specii de animale.

## Biodiversitate
Situată în ecoregiunea mediteraneană, aria protejată conține 4 habitate naturale: Faleze cu vegetație de Limonium spp. endemic de pe coastele mediteraneene, Pseudostepă cu ierburi și specii anuale de Thero-Brachypodietea, Pante stâncoase calcaroase cu vegetație casmofită, Tufărișuri termo-mediteraneene și de pre-deșert.
La baza desemnării sitului se află mai multe specii protejate:
- plante (1): Silene hifacensis
- păsări (3): Oenanthe leucura, Phalacrocorax aristotelis desmarestii, silvie de tufiș (Sylvia undata)

Pe lângă speciile protejate, pe teritoriul sitului au mai fost identificate 7 specii de plante.